# San Antonio de Litín
San Antonio de Litín es una localidad situada en el departamento Unión, provincia de Córdoba, Argentina.

## Ubicación
Se encuentra ubicada sobre la Ruta provincial 3. La localidad dista de la Ciudad de Córdoba en 200 km y de la ciudad de Bell Ville en 45 km.

## Historia
San Antonio de Litín no registra un acta que señale puntualmente la fecha de su fundación, sólo consta en un archivo del Arzobispado de Córdoba el registro de un censo realizado en el año 1795 que deja constancia de un total de 180 personas asentadas en esta región... “donde se halla un lugar llamado Litín distante cinco leguas más o menos de la capilla de Fraile Muerto; a la parte del norte...” (1795, Padrón del Curato del Tercero Abajo, Tomo I 1781-1800).

## Toponimia
Recién en 1942, año en que se crea la Municipalidad local, los lugareños tuvieron este nombre oficial para su territorio. Según testimonios y documentos históricos el pueblo se llamó primero Litín -solamente- porque así es como se conocía a un supuesto cacique de la zona que habitó en épocas de la conquista; aunque otra versión agrega que se lo nombró de esta manera pues Litín -“lugar de bañados”- hacía referencia a la fisonomía que por aquellos tiempos desplegaban estos suelos cordobeses. También se conoció a este lugar como capilla de San Antonio pues así se llamó a la primera capilla construida en estas tierras en homenaje a San Antonio de Padua.

## Economía
Litín ha sido una zona agrícola ganadera por excelencia aunque en las últimas décadas toda su dinámica industrial y comercial se ha deslizado hacia la producción láctea, en cierto modo desplazando de su lugar de privilegio a las anteriores actividades.
En materia de industrias, la materia prima lechera ha posibilitado la instalación -hace unos 20 años- de la empresa láctea San Antonio Productos Lácteos que sumada a la Cooperativa La Litiense y lácteos Andrea son los principales recursos de trabajo de los litinienses. En tanto, la actividad comercial también se nutre de derivados de la leche con una variada producción que incluye quesos, crema, dulce de leche y yogures. En su mayoría estas manufacturas se distribuyen en la ciudad de Buenos Aires aunque llegan también a otras urbes como Córdoba, Salta, Jujuy, Mendoza, Chaco y Misiones.
Cabe destacar también el desempeño del sector apícola, el cual se nota muy identificado en el mercado externo por la calidad de sus mieles.
En los últimos años el desarrollo de la apicultura también ha sido importante en esta zona resultando un emprendimiento económicamente atractivo y con una perspectiva de crecimiento muy amplia.

## Servicios
Funciona también, la Cooperativa de Servicios Públicos, Crédito, Consumo y Vivienda Ltda, entidad que realiza la distribución de energía eléctrica tanto urbana como rural, comenzando desde hace 53 años y, a partir de 1984, se le dio nuevos impulsos ampliando su red de distribución a la zona rural, luego tomó a su cargo la extracción y distribución del agua potable adquiriendo una planta de ósmosis inversa siendo un gran adelanto, en especial, por el problema que representa en la zona el arsenicismo crónico, luego de varios años del funcionamiento de esta planta, desde el Gobierno provincial de Córdoba, en 1996, se construyó un acueducto conectado al viejo que habilitaba a San Francisco desde Villa María y, así, la Cooperativa pasó a administrar la distribución del agua que desde entonces, depende de DIPAS.
Tiene un servicio de cable para distribuir señales televisivas que, en n.º de 50 canales, presta el servicio a la población, anexando últimamente Internet que recibe desde Cooperativa Nodosud de Bell Ville. También realiza la venta de gas envasado y a granel, Microcréditos a Microemprendedores, Servicio de Sepelio y Ambulancia, con Médico/Enfermero provisto y, en convenio con el Municipio, realiza el mantenimiento económico de otro médico para la comunidad y aportes para la apertura anual de cada temporada de la pileta de natación para que en ella tengan acceso todos los pobladores, funcionando esta en el parque del Club Defensores, Institución con la que también colabora económicamente haciendo lo propio con instituciones educativas de toda el área de influencia.-

## Educación
Del año 1890 son los registros de la primera escuela primaria de San Antonio de Litín que fue, además, uno de los primeros establecimientos públicos del Departamento Unión en la provincia mediterránea. Actualmente esta escuela sigue funcionando con el nombre de escuela Pablo Pizzurno y cuenta con una matrícula de 150 alumnos. El mismo nombre lleva el jardín de infantes creado en el año 74 que brinda escolaridad a unos 50 niños en sus salitas de 4 y 5 años. Mientras que la demanda de educación media es cubierta en sus necesidades por el IPEA 214 “Manuel Belgrano” el cual cuenta con un edificio propio además de un internado mixto. Hoy, este establecimiento educativo, volvió a tener la sigla IPEA con la que naciera en 1973 cuyo significado es Instituto Provincial de Enseñanza Agropecuaria -Agrotécnica; tiene además de la infraestructura escolar común a las materias tradicionales, un campo de práctica de 25 has. donde funciona un tambo que está siendo manejado por los profesionales y MEP del Establecimiento con el invalorable apoyo de productores de la zona, que le están dando un aporte genético para la mejora de la producción lechera. También posee un Apiario, Lumbricultura, Huerta, Invernadero, Laboratorio para análisis de suelos, etc.- El primer Director fue el Profesor Gerardo Máximo Bulacios
Otra oferta institucional que posee San Antonio de Litín se pone de manifiesto en un Aula Satelital -la número 46- conectada a la red Educativa del Litoral. Este servicio permite a la gente del lugar cursar diversas licenciaturas, tecnicaturas, carreras de formación docente, cursos para profesionales y carreras de pregrado dictadas a través de la Universidad del Litoral y del Tele puerto del Litoral.

## Deportes
- Club "Defensores" el cual lleva a cabo las actividades de: fútbol, vóley, bochas, patín artístico

## Comunicación
- Canal "TCR" Televisora Cooperativa Regional en donde comentan los últimos acontecimientos de la localidad
- Diario gratuito llamado: LitIndependiente, el cual, fue creado por Tortelli María Alejandra y González Germán hace más de 10 años. El mismo, también posee una web que hace poco que ha sido terminada, la cual fue creada por Cesere Damian, Bainotti Mauricio, y con la ayuda de Género Juan Pablo[1]
- Desde el 18 de septiembre de 2008: periódico regional "EL MEDIO", cubriendo informaciones de interés general, cultura, deportes, sector agropecuario

## Población
Cuenta con 1776 habitantes (Indec, 2022), lo que representa un incremento del 29% frente a los 1268 habitantes (Indec, 2010) del censo anterior.
| Gráfica de evolución demográfica de San Antonio de Litín entre 1991 y 2022 |
|                                                                            |
| Fuente: Censos nacionales del INDEC                                        |

## Parroquias de la Iglesia católica en San Antonio de Litín
| Diócesis  | Villa María          |
| --------- | -------------------- |
| Parroquia | San Antonio de Padua |